# Convent de Santa Clara (Palma)
El Convent de Santa Clara està situat al carrer de Santa Clara de Palma, a l'illa de Mallorca.

## Història

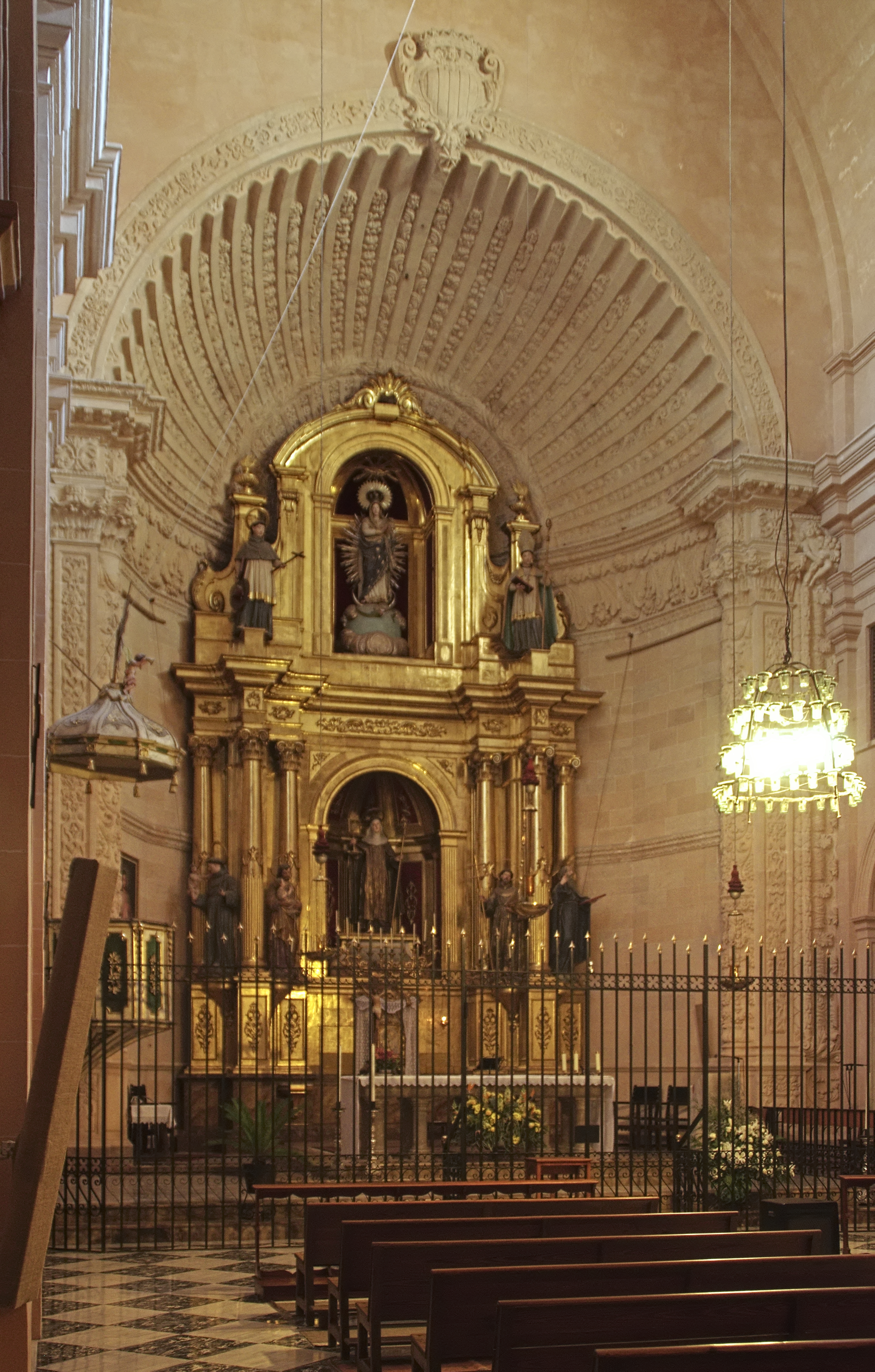
Altar major (2019)

La primera referència que hi ha del convent de Santa Clara de Palma data del segle xiii, en època del rei Jaume I d'Aragó. El 1256 el papa Alexandre IV va donar permís per la creació d'un nou cenobi en Palma, petició realitzada per la clarissa, sor Caterina, abadessa del monestir de Santa Maria de Tarragona, que volien enviar un grup de monges a l'illa de Mallorca per fundar nou convent. Alexandre IV va envià una carta als franciscans mallorquins, en la qual els encarregarà ajuda en tot moment a les noves monges clarisses que s'havien d'instal·lar a la capital de Mallorca. El 13 de gener de 1260 s'instal·laren al centre de la capital, en un terreny cedit per la construcció del seu convent. Na Catalina Berenguer i na Guillermina, la seua germana, pertanyien a la noblesa, i això va fer que el convent progressés ràpidament. L'any 1837 les monges franciscanes del convent de la Puríssima Concepció de l'Olivar varen passar al convent de Santa Clara. Al segle xvii se fan unes grans reformes, substituint la part gòtica per una de l'època post renaixentista i quasi barroca. Cap al 2007 s'iniciaren els tràmits per restaurar completament el convent.

## Arquitectura
La base de l'edifici va ser construïda sobre restes d'origen musulmà. Durant els segles posteriors el convent va ser reformat i ampliat. I com a testimoni de les ampliacions resten portals d'arc rodó, cegats, provinents de construccions civils, com la casa de la família Montsó. La sala capitular és del segle xvi, els corredors del claustre contenen sepulcres gòtics de les abadesses. L'actual església és la tercera de les construïdes en aquest convent. Les quatre capelles de l'esquerra són de planta rectangular amb coberta de volta, les de la dreta presenten plantes diverses amb coberta de canó. La coberta de la tribuna té una doble renglera amb volta de tres trams d'aresta. A la part superior del retaule hi ha una imatge de La Immaculada Concepció i a la part inferior una de santa Clara d'Assís. Al lateral esquerre de la façana hi ha un campanar de planta quadrangular embegut en el mur, que en sobresurt amb tres cossos. El portal data de 1671 i és llinda. Els brancals adopten la forma d'estípits decorats amb motius vegetals, auriculars i carasses. L'entaulament té una cornisa rematada per un frontó trencat; al centre del frontó hi ha un medalló que conté un relleu que representa la imatge de santa Clara.